# プウ・フルフル (ハワイ州道200号線)

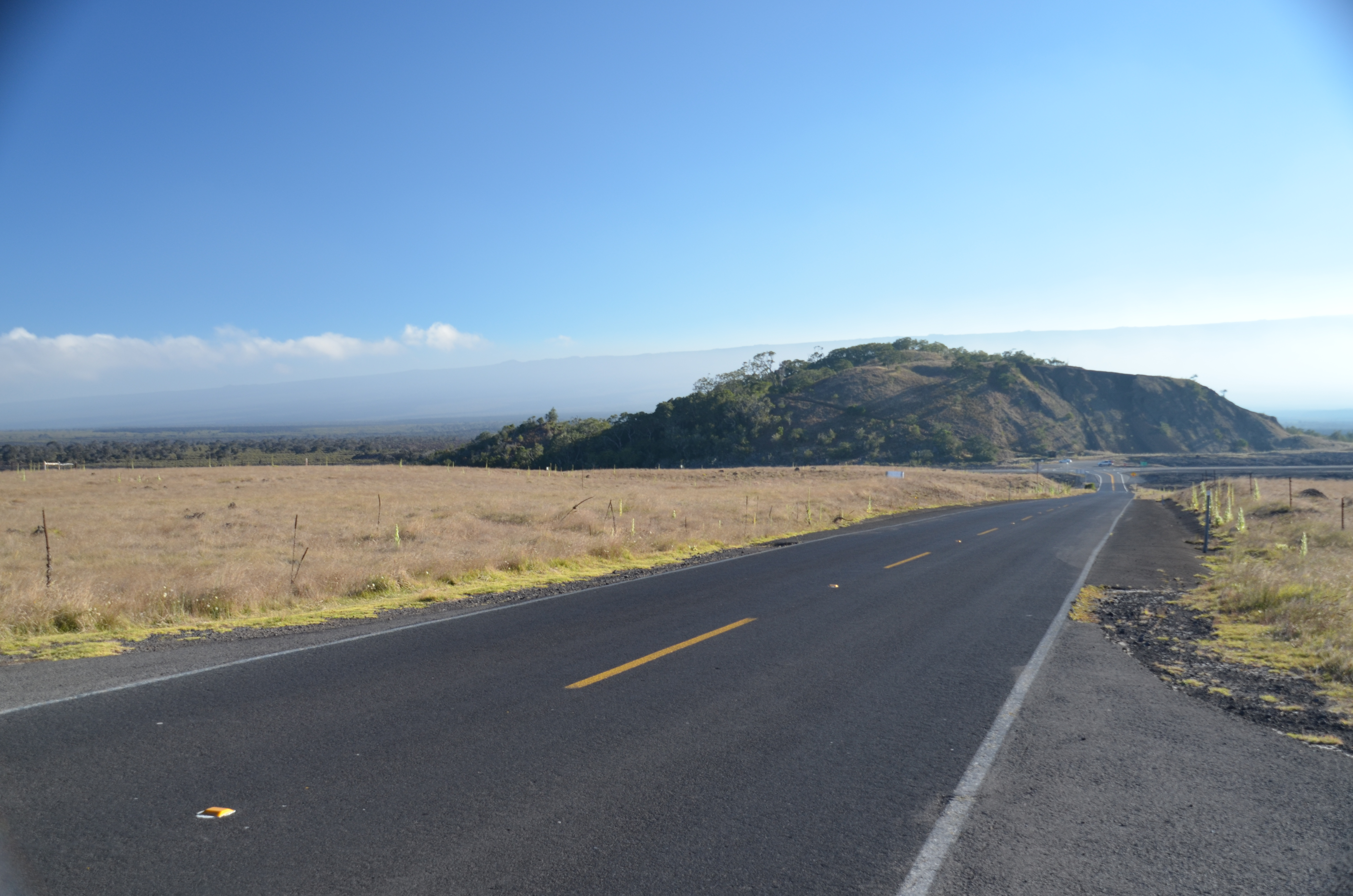
北から見たプウ・フルフル。手前はマウナ・ケア山への道路。

プウ・フルフル（英語: Pu'u Huluhulu）は、アメリカ合衆国ハワイ州ハワイ島にあるスコリア丘のことである。ハワイ州道200号線のすぐ脇にあり、荒涼とした周辺と異なって樹木に覆われている。

## 概要
プウ・フルフルはハワイ語で「毛深い丘」を意味し、ハワイ州道200号線（旧称：サドルロード Saddle Road）の脇にある樹木に覆われたスコリア丘の名称である。北のマウナ・ケア山と南のマウナ・ロア山の間の、溶岩流によりつくられた植生の少ない平坦地にある。周辺はハワイ州道200号線の最高地点（2,021m）となっている。
このプウ・フルフルは溶岩流に飲み込まれずに植生が残っており目立つ存在であり、こういった溶岩流に飲み込まれずに残った地形をキプカ（ハワイ語が語源）という。
プウ・フルフルはコアなど在来種の植物が生えた自然公園となっており、ハワイ人の聖地にもなっている。道路を挟んで反対側には各種天文台が林立するマウナケア山へ登る道路の入口がある。 
なお、プウ・フルフルと名づけられた小丘は、ハワイ火山国立公園内のキラウエア火山のナパウ・トレイル（Napau Trail）上にあるプウ・フルフルなど、他にもある。
2019年7月～8月には、ハワイ人およびオハナの「30メートル望遠鏡」建設によるハワイ先住民の聖地マウナケアの冒涜に反対する保護運動が、プウ・フルフルの前とマウナケア・アクセス道路で行われて、建設が中断している。

## ギャラリー

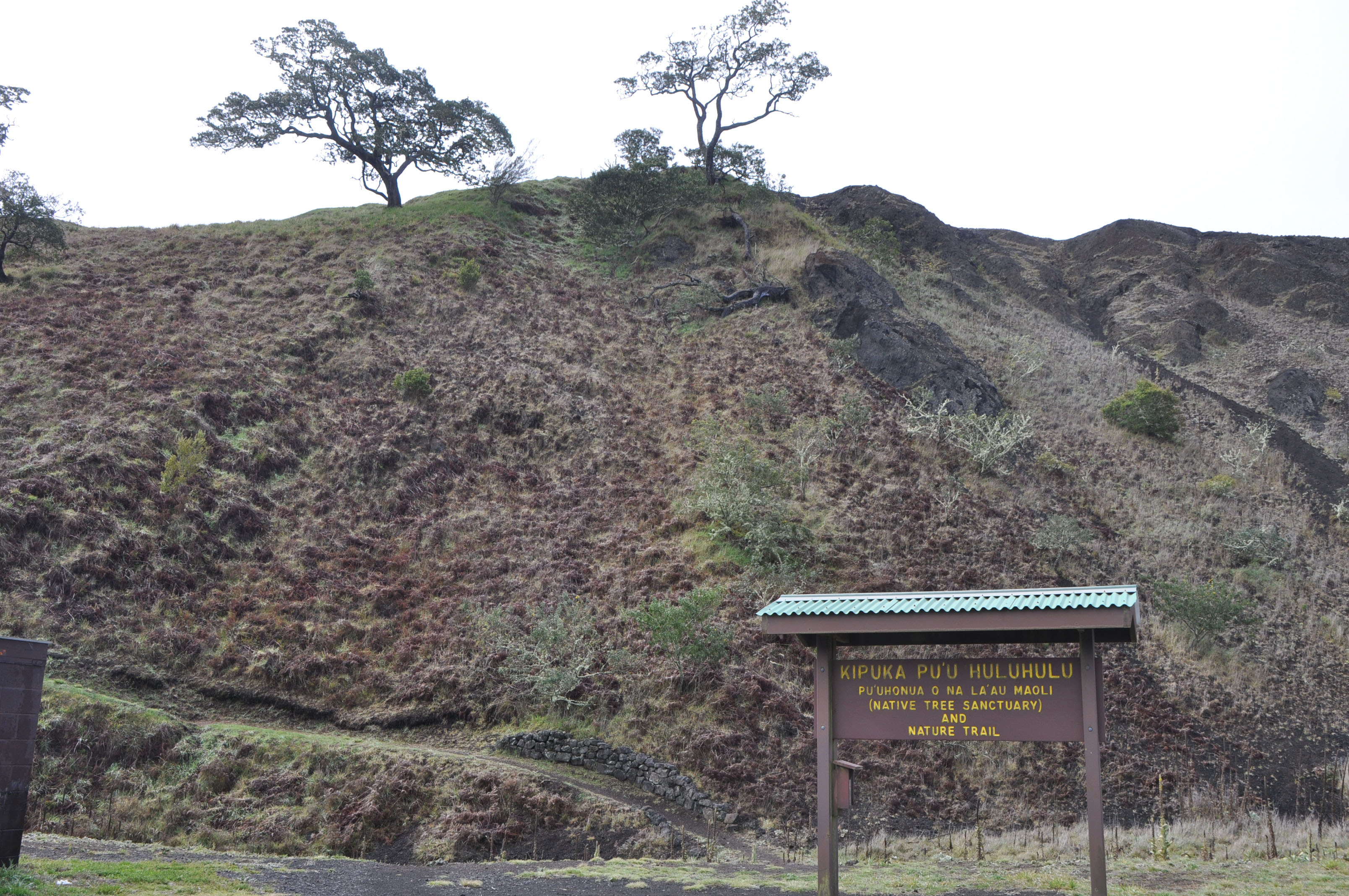
プウ・フルフルと自然保護公園の立札。
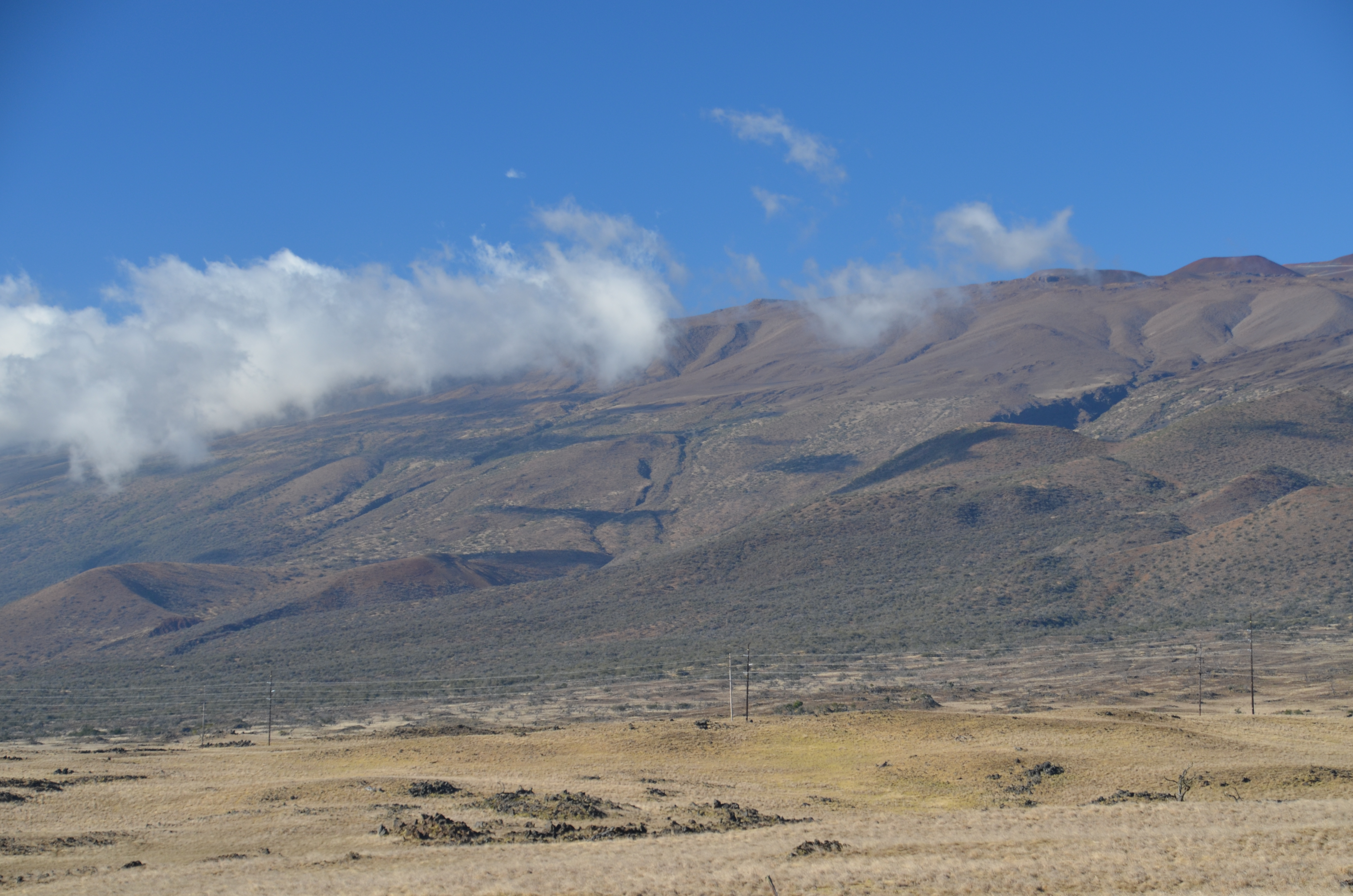
プウ・フルフルの山麓から望むマウナ・ケア山。
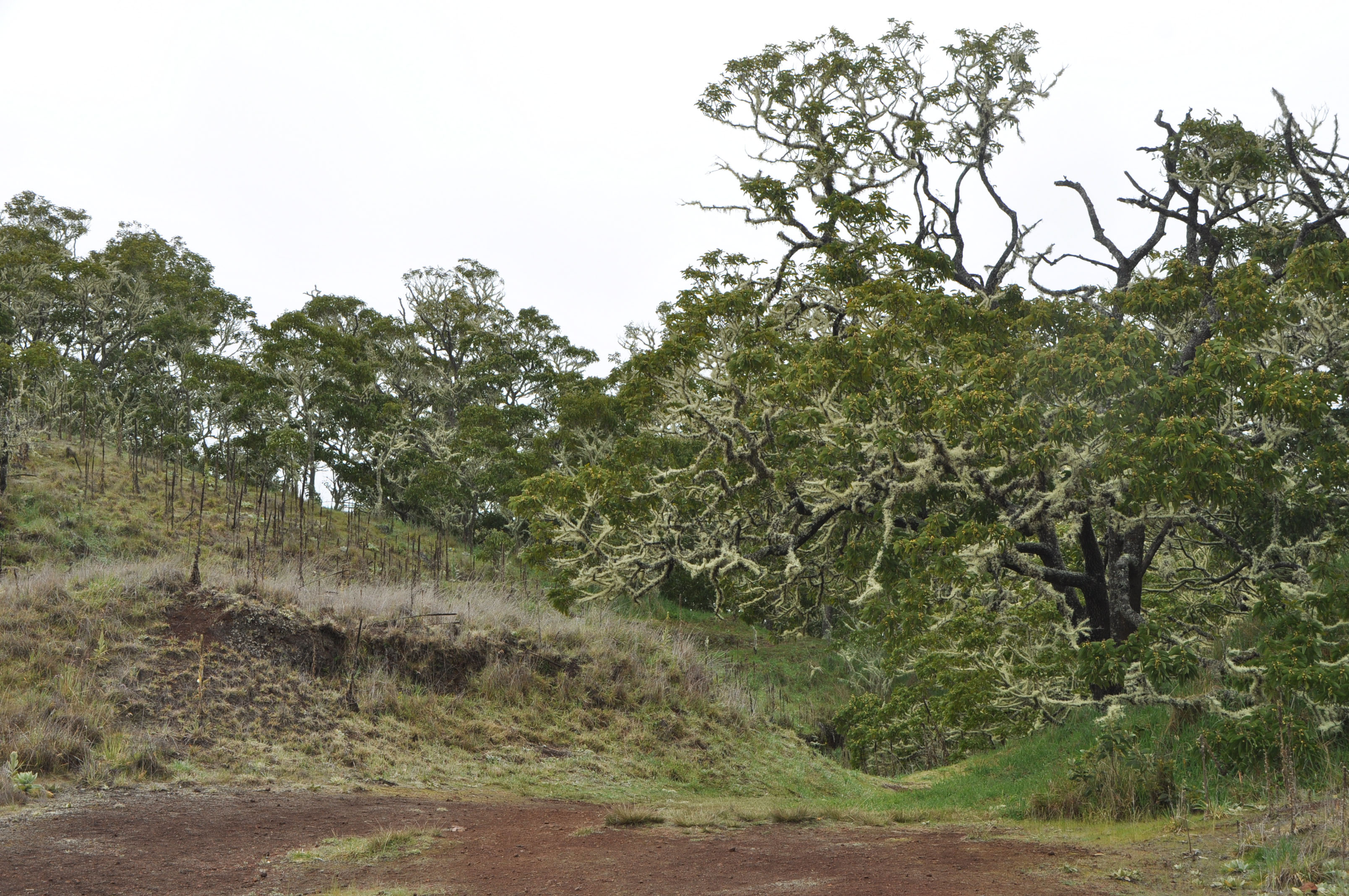
コアなど在来種の植物が生えている。
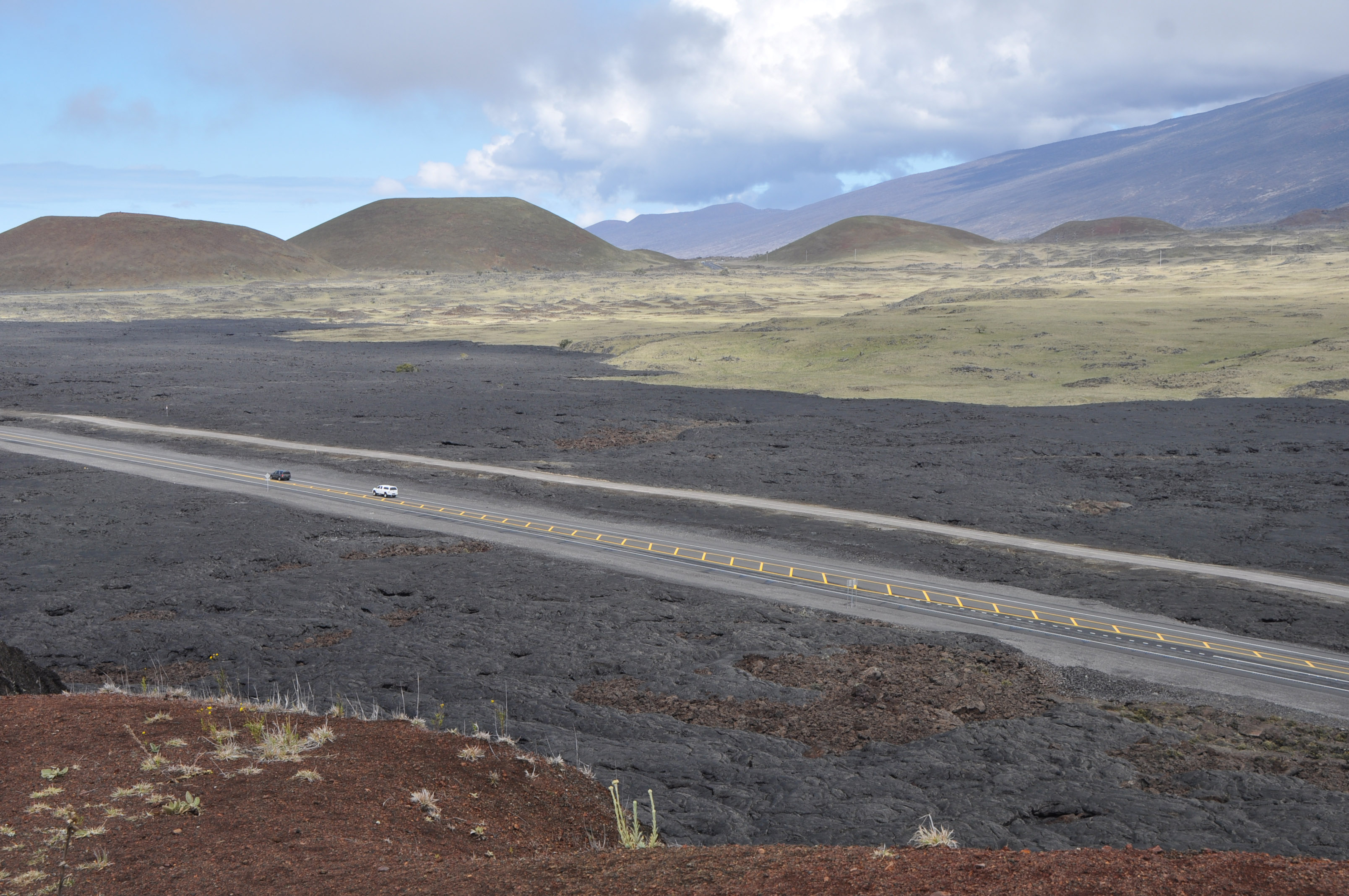
北西方向の眺め。周囲の溶岩流とスコリア丘。手前はハワイ州道200号線。
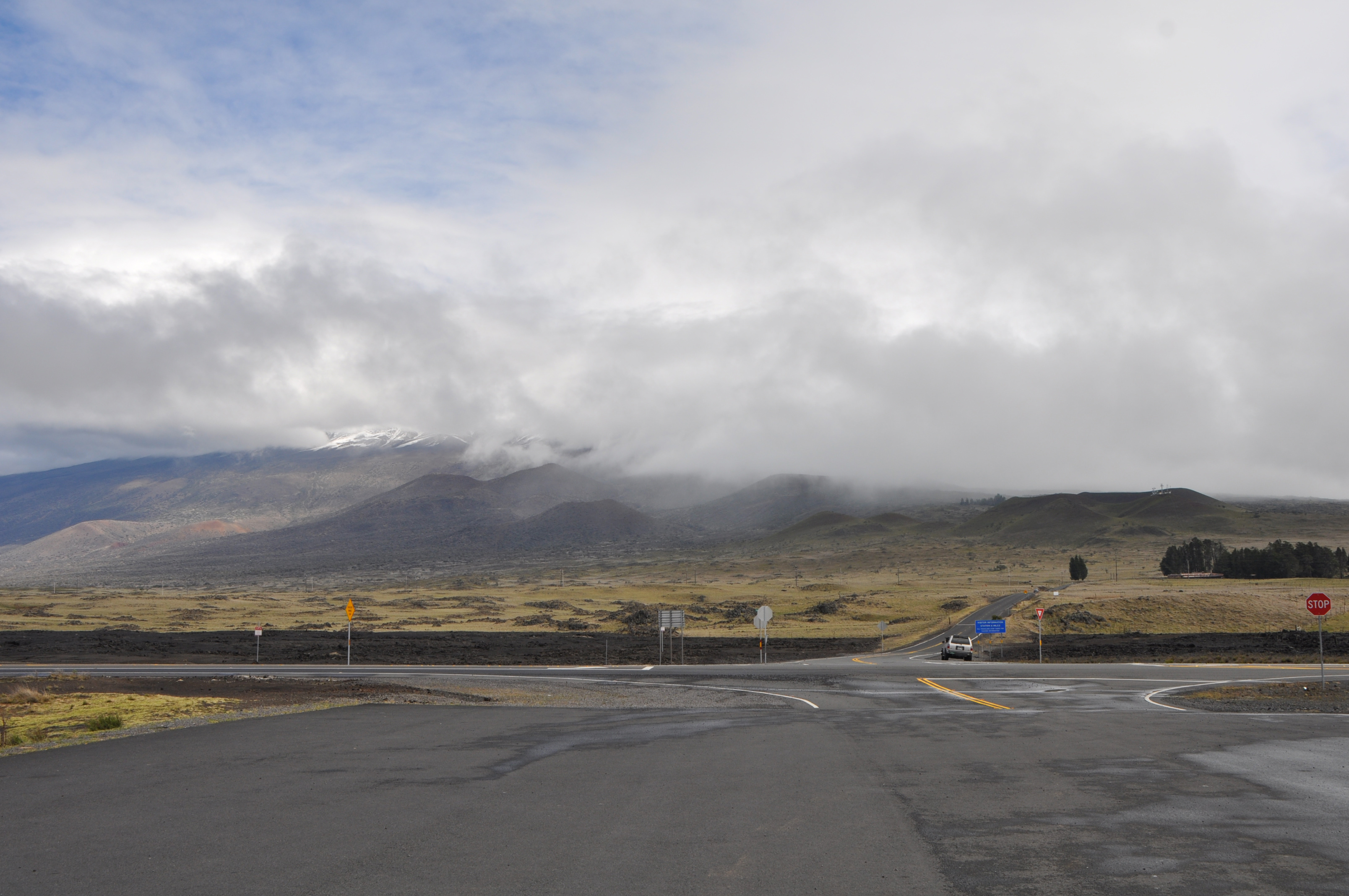
マウナ・ケア山へのアクセス道路の入口。